# The Pros and Cons of Hitch Hiking (canción)
"The Pros and Cons of Hitch Hiking" (en español, "Los pros y los contras de hacer autoestop") es una canción del cantautor y compositor Roger Waters. Es la décima canción en el álbum homónimo. También fue lanzada mundialmente el 9 de abril de 1984 como primer sencillo del disco.
Su título, tal como aparece en el álbum de estudio, es "5:01 AM (The Pros and Cons of Hitch Hiking, Pt. 10)".

## Trasfondo
La misma trata sobre los recuerdos del personaje principal, Reg, y presenta los beneficios y problemas relacionados con hacer autoestop, tanto en forma concreta como metafóricamente. En la canción, Waters menciona a iconos populares tales como Dick Tracy, Shane y Yoko Ono. Roger contó que la inclusión de Yoko Ono en la letra venía de un sueño que había tenido su baterista Andy Newmark.
Hacia el final del tema, se insertò el famoso ruego de Joey, de la película Shane, el desconocido. 

## Listado de temas
Sencillo de 7"

| 7" single |                                                        |          |  |
| N.º       | Título                                                 | Duración |  |
| 1.        | «5:01 AM (The Pros and Cons of Hitch Hiking, Part 10)» | 5:22     |  |
| 2.        | «4.30 AM (Apparently They Were Travelling Abroad)»     | 3:22     |  |

Sencillo de 12" internacional

| International 12" single |                                                        |          |  |
| N.º                      | Título                                                 | Duración |  |
| 1.                       | «5:01 AM (The Pros and Cons of Hitch Hiking, Part 10)» | 5:22     |  |
| 2.                       | «4.39 AM (For The First Time Today, Part 2)»           | 2:21     |  |
| 3.                       | «4.56 AM (For The First Time Today, Part 1)»           | 1:36     |  |

Sencillo de 12" en Estados Unidos y Europa

| US and Europe 12" single |                                                                              |          |  |
| N.º                      | Título                                                                       | Duración |  |
| 1.                       | «5:01 AM (The Pros and Cons of Hitch Hiking, Part 10)»                       | 5:22     |  |
| 2.                       | «4.30 AM (Apparently They Were Travelling Abroad) / 4.33 AM (Running Shoes)» | 6:26     |  |

## Listas
| Lista (1987)                         | Posición más alta |
| ------------------------------------ | ----------------- |
| Reino Unido (UK Singles Chart)       | 76                |
| US Mainstream Rock Songs (Billboard) | 17                |

## Personal
- Roger Waters - bajo eléctrico, guitarra rítmica, efectos de cinta, voz principal.
- Eric Clapton - guitarra líder, segundas voces, sintetizador de guitarra Roland.
- Ray Cooper - percusión
- Andy Newmark - batería y percusión
- David Sanborn - saxofón
- Michael Kamen - piano
- Andy Bown - órgano hammond, guitarra de 12 cuerdas.
- Madeline Bell, Katie Kissoon, Doreen Chanter - segundas voces.
- The National Philharmonic Orchestra, dirigida y arreglada por Michael Kamen.

## Producción
- Producido por Roger Waters y Michael Kamen.
- Grabado e ingenierizado por Andy Jackson.
- Asistente de ingeniería: Laura Boisan.
- Masterizado por Doug Sax y Mike Reese.